# 皮漢泰

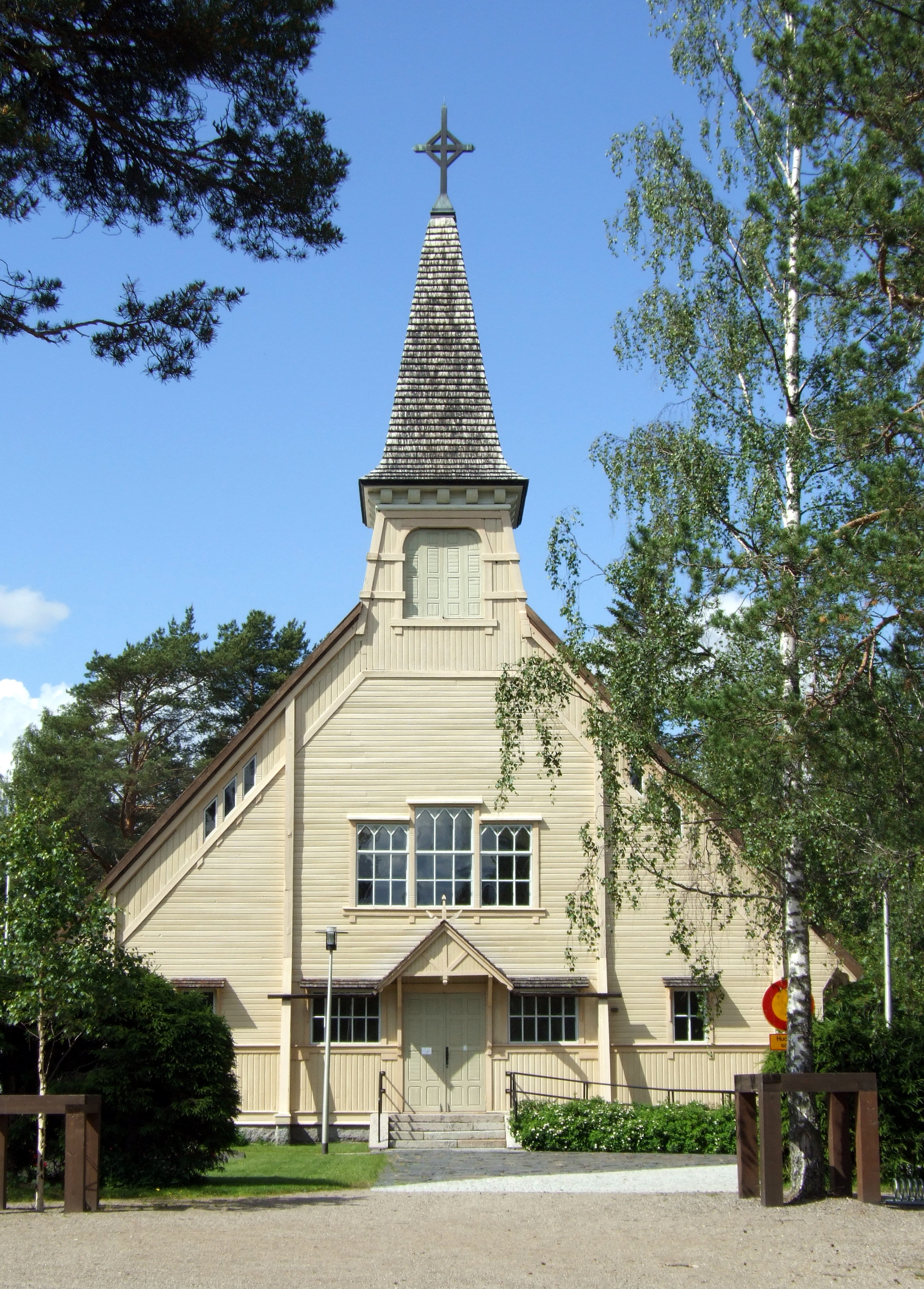
皮漢泰教堂

皮漢泰（芬蘭語：Pyhäntä）是芬蘭北博滕區的市鎮，位於該國中部，距離奧盧約100公里，始建於1899年，面積874.48平方公里，2013年人口1,581，人口密度為每平方公里1.95人。

## 外部連結
- 皮漢泰市镇官方网站 （页面存档备份，存于） （文）